# Хризография

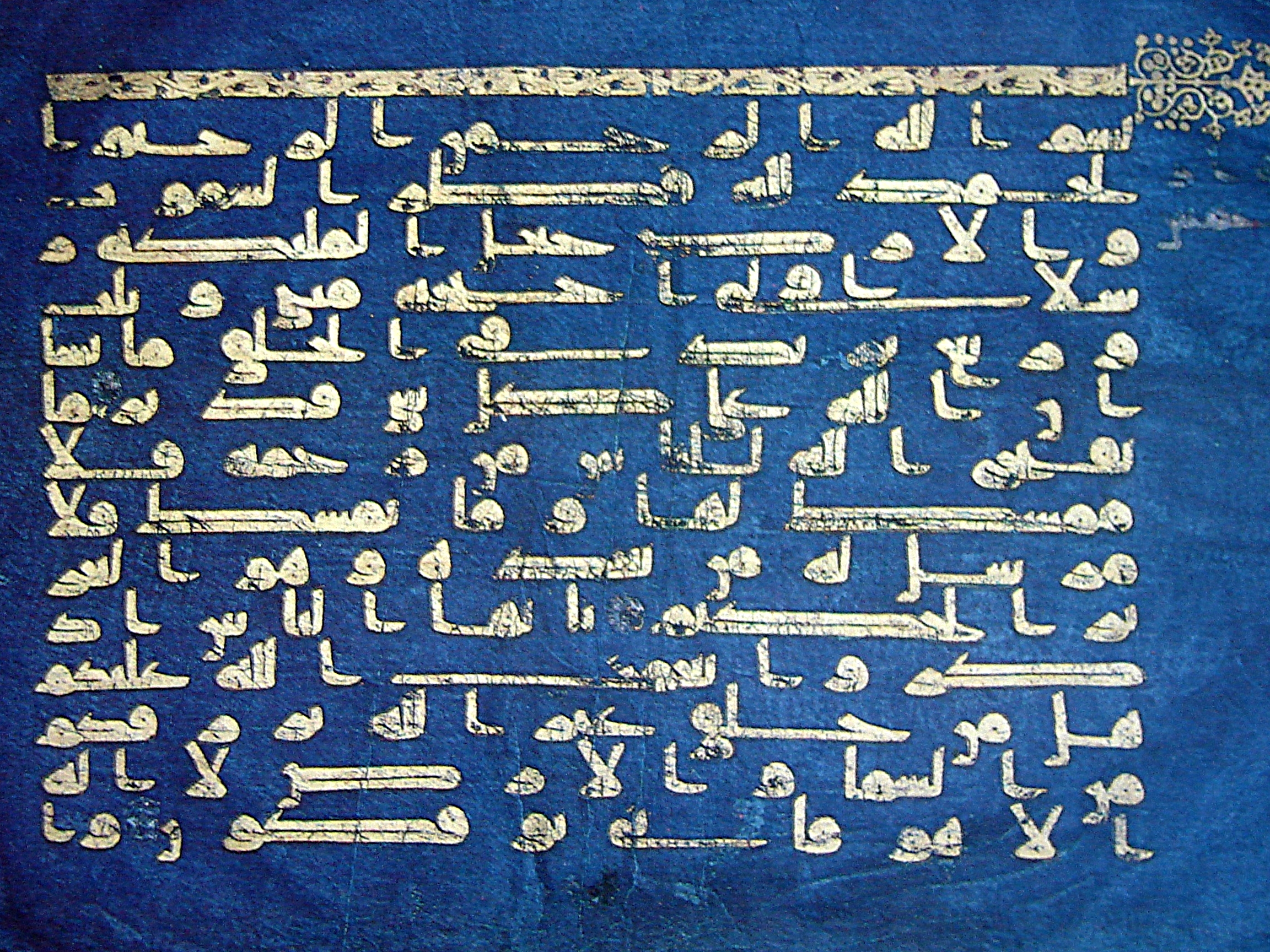
Страница из Синего Корана: Сура 30:28-32 выполненная с использованием техники хризографии. (Нью-Йорк, Метрополитен-музей.)

Хризография (от др.-греч. χρυσός — золото и γράφω — пишу) — искусство росписи золотом или золотыми красками (чернилами).  От хризографии происходит насечка (таушировка).

## История
В Древней Греции хризография представляла собой способ инкрустации изделий из бронзы золотом и серебром. Самые древние образцы хризографии известны в древнеегипетской и крито-микенской культурах.

### В искусстве
Хризография встречается в бурятской иконографической живописи.
Хризография использовалась в Средние века в Европе для росписи книг: Библий, Псалтирей, исторических хроник, медицинской и энциклопедической литературы .

### В поэзии
О хризографе говорится в стихотворении колумбийского поэта Гильермо Валенсиа «Читая Сильву»:
Изнеженные пальцы красавицы в печали
голландскую бумагу задумчиво ласкали,
где серебро виньеток и золото обреза
принадлежали кисти, достойной Апеллеса,
где в иней четких линий и в тайнопись узоров
причудливые грезы преобразил хризограф. 